# Coryphellina
Coryphellina is een geslacht van weekdieren uit de klasse van de Gastropoda (slakken).

## Soorten
- Coryphellina albomarginata (M. C. Miller, 1971)
- Coryphellina arveloi (Ortea & Espinosa, 1998)
- Coryphellina cerverai (Fischer, van der Velde & Roubos, 2007)
- Coryphellina delicata (Gosliner & Willan, 1991)
- Coryphellina exoptata (Gosliner & Willan, 1991)
- Coryphellina hamanni (Gosliner, 1994)
- Coryphellina indica (Bergh, 1902)
- Coryphellina lotos Korshunova, Martynov, Bakken, Evertsen, Fletcher, Mudianta, Saito, Lundin, Schrödl & Picton, 2017
- Coryphellina marcusorum (Gosliner & Kuzirian, 1990)
- Coryphellina poenicia (Burn, 1957)
- Coryphellina rubrolineata O'Donoghue, 1929
- Coryphellina westralis (Burn, 1964)